# ZNF485
ZNF485 (англ. Zinc finger protein 485) – білок, який кодується однойменним геном, розташованим у людей на 10-й хромосомі. Довжина поліпептидного ланцюга білка становить 441 амінокислот, а молекулярна маса — 50 280.
| 10         |  | 20         |  | 30         |  | 40         |  | 50         |
| ---------- |  | ---------- |  | ---------- |  | ---------- |  | ---------- |
| MAPRAQIQGP |  | LTFGDVAVAF |  | TRIEWRHLDA |  | AQRALYRDVM |  | LENYGNLVSV |
| GLLSSKPKLI |  | TQLEQGAEPW |  | TEVREAPSGT |  | HAVEDYWFET |  | KMSALKQSTS |
| EASVLGERTK |  | SVMMEKGLDW |  | EGRSSTEKNY |  | KCKECGKVFK |  | YNSSFISHQR |
| NHTSEKPHKC |  | KECGIAFMNS |  | SSLLNHHKVH |  | AGKQPYRCIE |  | CGKFLKKHST |
| FINHQRIHSR |  | EKPHKCIECG |  | KTFRKNSILL |  | SHQRIHTGQK |  | PYKCNDCGKA |
| FAQNAALTRH |  | ERIHSGEKPF |  | KCNKCGRAFR |  | DNSTVLEHQK |  | IHTGEKPYQC |
| NECGKAFRKS |  | STLISHQRMH |  | TGEKPYHCSK |  | CGKSFRYSSS |  | FAGHQKTHSG |
| NKPYQCRDCG |  | KAFTKSSTLT |  | GHQRIHTGEK |  | PYHCKKCGKA |  | FRHSSGLVEH |
| QRLHTGEKPY |  | KCNECGKAFP |  | RSSALKQHKK |  | IHNKERAMKC |  | S          |

A: Аланін

C: Цистеїн

D: Аспарагінова кислота

E: Глутамінова кислота

F: Фенілаланін

G: Гліцин

H: Гістидин

I: Ізолейцин

K: Лізин

L: Лейцин

M: Метіонін

N: Аспарагін

P: Пролін

Q: Глутамін

R: Аргінін

S: Серин

T: Треонін

V: Валін

W: Триптофан

Задіяний у таких біологічних процесах, як транскрипція, регуляція транскрипції, альтернативний сплайсинг. 
Білок має сайт для зв'язування з іонами металів, іоном цинку, ДНК. 
Локалізований у ядрі.